# Saint-Jean-de-Bournay
Saint-Jean-de-Bournay je naselje in občina v vzhodnem francoskem departmaju Isère regije Rona-Alpe. Leta 2009 je naselje imelo 4.367 prebivalcev.

## Geografija
Kraj leži v pokrajini Daufineji ob reki Gervonde, 23 km vzhodno od Vienne.

## Uprava
Saint-Jean-de-Bournay je sedež istoimenskega kantona, v katerega so poleg njegove vključene še občine Artas, Beauvoir-de-Marc, Châtonnay, Culin, Eclose, Lieudieu, Meyrieu-les-Étangs, Meyssiès, Royas, Saint-Agnin-sur-Bion, Sainte-Anne-sur-Gervonde, Savas-Mépin, Tramolé in« Villeneuve-de-Marc s 13.449 prebivalci.
Kanton Saint-Jean-de-Bournay je sestavni del okrožja Vienne.

## Zanimivosti
- cerkev sv. Janeza Krstnika,
- jezero étang de Montjoux, naravno občutljiv prostor.

## Pobratena mesta
- Wath-upon-Dearne (Anglija, Združeno kraljestvo);